# Akhmed Zakayev

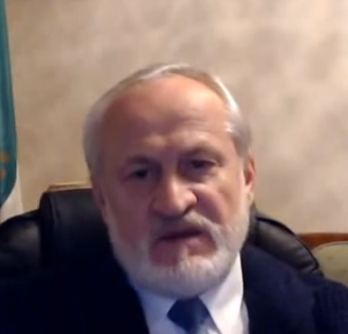
Akhmed Zakayev

Akhmed Zakayev Khalidovich (tiếng Chechnya: Заки Хьалид кант Ахьмад, tiếng Nga: Ахмед Халидович Закаев) (sinh ngày 26 tháng 4 năm 1959 tại Cộng hoà Xã hội chủ nghĩa Xô Viết Kazakhstan, Liên Xô) là cựu Phó Thủ tướng Chính phủ và đương kim Thủ tướng của nước cộng hoà không được công nhận, Cộng hòa Chechnya Ichkeria. Ông cũng là Bộ trưởng Ngoại giao của chính phủ Ichkeria, Aslan Maskhadov đã bổ nhiệm ông ngay sau khi được bầu năm 1997, và một lần nữa vào năm 2006 ông được bổ nhiệm bởi Abdul Halim Sadulayev. Trong chiến tranh Chechnya lần thứ nhất, Zakayev đã tham gia vào các trận đánh cho Grozny và hoạt động quân sự khác, cũng như trong các cuộc đàm phán cấp cao với phía Nga.
Năm 2002, lúc ông đang sống lưu vong, Nga buộc tội ông tham gia vào một loạt các tội phạm bao gồm cả sự tham gia vào các hành động khủng bố. Năm 2003, tòa án Anh bác bỏ yêu cầu dẫn độ do thiếu bằng chứng và tuyên bố những lời buộc tội là động cơ chính trị, và toà này cũng cho rằng có nguy cơ đáng kể Zakayev bị tra tấn nếu được trả lại cho Moskva. 